# Kamil Kopúnek
Kamil Kopúnek (* 18. května 1984, Trnava, Československo) je slovenský fotbalový záložník a bývalý reprezentant, od července 2017 hráč klubu FK Poprad. Účastník Mistrovství světa 2010 v Jihoafrické republice. Mimo Slovensko působil na klubové úrovni v Rusku, Itálii, Ázerbájdžánu, Maďarsku a České republice.

## Klubová kariéra
Svou fotbalovou kariéru začal v FC Spartak Trnava, kde prošel všemi mládežnickými kategoriemi. V roce 2010 se propracoval do prvního týmu, odkud později zamířil na hostování do FK Saturn Moskevská oblast. Klub se stal jeho prvním zahraničním angažmá. V roce 2011 odešel do AS Bari. V zimním přestupovém období ročníku 2011/12 se vrátil na Slovensko, konkrétně do ŠK Slovan Bratislava. V sezóně 2012/13 Corgoň ligy získal s mužstvem tzv. „double“, tzn. ligový titul a triumf v domácím poháru. V srpnu 2013 se dohodl s vedením Slovanu Bratislava na předčasném ukončení smlouvy.
Poté chvíli trénoval se Spartakem Trnava. V únoru byl na testech v polském klubu Ruch Chorzów, který vedl slovenský trenér Ján Kocian. Přestup se nakonec nerealizoval.
Statut volného hráče pozbyl až v březnu 2014, kdy se dohodl na smlouvě s ázerbájdžánským prvoligovým klubem Ravan Baku. Kontrakt podepsal do konce května 2015. V létě 2014 odešel do maďarského prvoligového klubu Szombathelyi Haladás. V Szombathelyi předčasně ukončil smlouvu koncem února 2015 a v březnu téhož roku se dohodl na půlročním hostování v moravském klubu FC Zbrojovka Brno. V 1. české lize debutoval 5. dubna 2015 proti FC Slovan Liberec (prohra 0:1). V létě 2015 v klubu skončil.
V září 2015 si našel angažmá ve druhé maďarské lize, posílil tým FC Tatabánya, kde podepsal smlouvu na dva roky. Ve hře bylo i působení v Libanonu.

V červenci 2017 posílil druholigový slovenský klub FK Poprad. Roli při jeho angažování sehrál i jeho bývalý reprezentační spoluhráč a hrající trenér Popradu Stanislav Šesták.
Ráno 8. října 2020 Kamila Kopúnka zadržela v Trnavě NAKA (Národná kriminálna agentúra Prezídia Policajného zboru), policejní vyšetřovatel jej obvinil z týrání manželky.

## Reprezentační kariéra

### Mládežnické reprezentace
Kamil reprezentoval Slovensko na Mistrovství světa hráčů do 20 let 2003 ve Spojených arabských emirátech, kde slovenské družstvo prohrálo v osmifinále 1:2 po prodloužení s Brazílií. Mimo osmifinále nastoupil i ke třem zápasům základní skupiny A (postupně výhra 4:1 nad Spojenými arabskými emiráty, prohra 0:1 s Burkinou Faso a výhra 1:0 s Panamou). V osmifinále byl vyloučen poté, co udeřil protihráče.

### A-mužstvo
Od roku 2006 byl členem slovenské seniorské reprezentace. Debutoval 1. března 2006 na Stade de France v přátelském zápase s domácí Francií, v 89. minutě střídal na hřišti Róberta Vitteka. Slovensko porazilo Francii 2:1.

#### Mistrovství světa 2010
Zúčastnil se Mistrovství světa 2010 v Jihoafrické republice.
Slovensko se utkalo ve svém prvním utkání v základní skupině F s nováčkem šampionátu Novým Zélandem a po gólu Róberta Vitteka vedlo 1:0. Slovensko vítězství neudrželo, v 93. minutě zařídil konečnou remízu 1:1 hlavičkující Winston Reid. Kamil v tomto utkání nenastoupil. Ve druhém utkání 20. června 2010 podlehlo Slovensko jihoamerickému mužstvu Paraguaye 0:2, ani toto střetnutí Kopúnek neabsolvoval. 24. června 2010 vstřelil důležitý gól ve třetím zápase Slovenska v základní skupině proti Itálii a pomohl tak reprezentaci k cennému vítězství a postupu do osmifinále ze druhého místa na úkor Itálie. Slovenský hráč se prosadil v 89. minutě dvě minuty poté, co střídal na hřišti Zdena Štrbu. Jeho gól na průběžných 3:1 byl nakonec vítězný, neboť Italové se v závěru zmohli jen na snížení na konečných 3:2 pro Slovensko. V osmifinále se Slovensko střetlo s Nizozemskem, Kamil se dostal na hřiště v 72. minutě. Slovensko podlehlo favoritovi 1:2 a bylo z turnaje vyřazeno.
Kopúnek byl na tomto světovém šampionátu vedle Róberta Vitteka jediným slovenským střelcem.

### Reprezentační zápasy a góly
Zápasy Kamila Kopúnka za A-mužstvo Slovenska 
| Rok    | Zápasy | Góly |
| ------ | ------ | ---- |
| 2006   | 3      | 0    |
| 2007   | 0      | 0    |
| 2008   | 0      | 0    |
| 2009   | 3      | 0    |
| 2010   | 8      | 2    |
| 2011   | 1      | 0    |
| 2012   | 2      | 0    |
| Celkem | 17     | 2    |

Góly Kamila Kopúnka za A-mužstvo Slovenska
| Gól | Datum       | Stadion                                                 | Soupeř  | Skóre (min.) | Výsledek | Soutěž           |
| --- | ----------- | ------------------------------------------------------- | ------- | ------------ | -------- | ---------------- |
| 010 | 29. 5. 2010 | Stadion Wörthersee, Klagenfurt, Rakousko                | Kamerun | 00:1 0(5.)   | 1:1      | přátelské utkání |
| 02  | 24. 6. 2010 | Ellis Park Stadium, Johannesburg, Jihoafrická republika | Itálie  | 03:1 0(89.)  | 3:2      | MS 2010          |